# Almazbek Atambaev
Almazbek Charchenovitch Atambaev (Алмазбек Шаршенович Атамбаев, en transcription française Atambaïev), né le 17 septembre 1956 à Arachan, est un homme d'État kirghiz, membre du Parti social-démocrate du Kirghizistan (SDPK).
Brièvement Premier ministre en 2007, sous le régime de Kourmanbek Bakiev, il retrouve ce poste en 2010, après la tenue d'élections démocratiques.
De 2011 à 2017, il préside la République kirghize. Il est remplacé par son ancien Premier ministre, Sooronbay Jeenbekov. Devenu rival de celui-ci, il est arrêté en 2019 pour des soupçons de corruption.

## Carrière

### Un opposant au pouvoir
Candidat malheureux à l'élection présidentielle kirghize de 2000, où il recueille 6 % des voix, il devient ministre du Commerce et de l'Industrie le 20 décembre 2005, un poste dont il démissionne le 21 avril 2006 en dénonçant l'échec du gouvernement à combattre la corruption et le népotisme.

### Premier ministre
Le 29 mars 2007, il est nommé au poste de Premier ministre par le président Kourmanbek Bakiev, dont il est pourtant un opposant modéré. Sa nomination est confirmée trois jours plus tard par le Conseil suprême, par quarante-huit voix contre trois.
À la suite du succès du référendum constitutionnel du 21 octobre 2007, le président Bakiev annonce sa démission et celle du gouvernement, assurant qu'ils seraient reconduits après les élections législatives de décembre. Toutefois, le 28 novembre, Atambaïev renonce définitivement à la direction du gouvernement.

### À nouveau dans l'opposition
Il annonce, le 20 avril 2009, sa candidature à la présidentielle du 23 juillet, à laquelle il ne recueille finalement que 8,4 % des voix. Il s'était cependant retiré de la course le jour du scrutin, considérant l'élection illégitime du fait de la fraude électorale, confirmée par l'Organisation pour la sécurité et la coopération en Europe (OSCE).

### Premier ministre
Après le renversement de Bakiev, lors de la révolution kirghize, Roza Otounbaïeva prend la tête du gouvernement provisoire, et le choisit comme premier vice-président du gouvernement jusqu'au 15 juillet. Lors des législatives du 10 octobre 2010, il classe le SDPK en deuxième position avec 14,5 % des voix, derrière les nationalistes du parti Ata-Jourt.
Environ deux mois plus tard, le 17 décembre, Almazbek Atambaïev est investi Premier ministre pour la seconde fois, avec le soutien de 88 députés sur 120, prenant la tête d'une coalition unissant le SDPK, Ata-Meken et Respoublika, qui ne compte en principe que 67 députés. Devant le Parlement, il se place dans une vision étrangère plutôt neutre, tout en affirmant vouloir construire de bonnes relations avec ses voisins, et des relations bilatérales avec les États-Unis, la Russie, l'Union européenne et la Turquie.
Le 23 septembre 2011, il laisse la direction du gouvernement à son vice-Premier ministre, Ömürbek Babanov, pour se présenter à l'élection présidentielle du 30 octobre, qu'il remporte. Le 14 novembre 2011, il reprend ses fonctions.

## Président de la République
Il est investi à la présidence le 1er décembre 2011, lors d'une cérémonie dans une grande salle de Bichkek, à laquelle assistent notamment Abdullah Gül et Mikheil Saakachvili, prenant la succession de Roza Otounbaïeva. Il s'agit de la première passation de pouvoir pacifique depuis l'indépendance, en 1991.

### Opinions sur le mandat présidentiel
George Soros a parlé positivement d'Almazbek Atambaïev, déclarant que « le Kirghizstan a eu de la chance d'avoir un président non corrompu », notant que l'arrivée au pouvoir d'une personne qui n'est pas embourbée dans la corruption est bonne pour le développement démocratique du pays.
Alexandre Soros a évalué positivement les efforts de numérisation du gouvernement kirghize dans le projet Taza Koom. Vladimir Poutine a décrit Almazbek Atambaïev comme une personne qui « tient parole... Il est parfois difficile de se mettre d'accord avec lui sur quelque chose, mais si quelque chose a déjà été convenu, il va jusqu'au bout pour respecter les accords conclus ».
À la fin du mandat présidentiel d'Atambaev, le secrétaire général de l'ONU António Guterres s'est rendu au Kirghizistan et a déclaré: 
«J'étais convaincu que le Kirghizistan et le peuple du pays étaient attachés aux idées de la primauté des droits de l'homme et de la démocratie, et c'était en fait un choix important pour le peuple kirghize.»

### Élections biométriques
L'introduction des passeports biométriques et du système électoral biométrique, qui garantissait la transparence des élections et excluait la possibilité pour un citoyen de voter plusieurs fois, a également marqué un événement marquant dans le travail d'Almazbek Atambaïev. Il n'était possible de voter qu'après avoir identifié ses empreintes digitales. Sous la présidence d'Atambaïev, le pays a introduit un système de participation aux élections basé sur des données biométriques, ce qui a considérablement augmenté la transparence de la procédure de vote et éliminé de nombreuses possibilités de falsification.

New biometric election system based of fingerprints

La loi de 2014 « sur l'enregistrement biométrique des citoyens de la République kirghize » a joué un rôle important dans le développement de l'institution des élections démocratiques. L'Union européenne a aidé le Kirghizstan à organiser les élections parlementaires (2015), qui se sont avérées justes et compétitives.
Atambaïev a négocié cette assistance lors de sa visite à Bruxelles lors des négociations avec le président du Parlement européen Martin Schultz et le président du Conseil européen Herman Van Rompuy en 2013. À cette époque également, Atambaïev a eu un dialogue actif avec le président de la Commission européenne, José Manuel Barroso,.
Federica Mogherini, lors d’une visite au Kirghizstan en 2017, a reconnu «les mérites indiscutables d’Almazbek Atambayev dans l’amélioration globale du processus électoral dans la république, ainsi que dans le développement des institutions démocratiques».

### Bilan des progrès positifs en matière de liberté des médias

Martin Schulz, président du Parlement européen, a décrit Atambaev comme un «garant de la démocratie au Kirghizistan».

Selon Reporters sans frontières (RSF), le Kirghizistan est passé de la 159e place en 2010 à la 89e en 2017, gagnant 70 places en sept ans. Il se classe ainsi deuxième, après les Fidji, en termes de progrès en matière de liberté d'expression durant cette période. À la fin de la présidence d'Atambaev en 2017, le score du Kirghizistan selon RSF (69,08) était comparable à celui de la Grèce (69,11), membre de l'Union européenne, et surpassait des pays comme Israël, la Bulgarie, l'Ukraine et la Macédoine du Nord. Le Kirghizistan figurait également en tête du classement régional des pays d'Asie centrale en matière de liberté d'expression.
Après la révolution populaire d'avril 2010 et la chute du régime de Bakiev, la transition vers un nouveau gouvernement avec un rôle important joué par les sociaux-démocrates a conduit à une amélioration immédiate, le Kirghizistan se hissant à la 109e place en 2011 seulement. Ces avancées ont été attribuées non seulement à la liberté de la presse mais aussi aux réformes institutionnelles, notamment le renforcement du système parlementaire et l'introduction d'élections biométriques.

### Politique intérieure

Federica Mogherini a reconnu «les mérites indiscutables d’Almazbek Atambayev dans l’amélioration globale du processus électoral dans la république, ainsi que dans le développement des institutions démocratiques».'

En novembre 2015, le ministère de la Défense a été rebaptisé Comité d'État pour les affaires de défense sur ordre d'Atambaïev, tout en 
transférant l'autorité sur les forces armées du Kirghizistan à l'état-major général, le chef d'état-major général exerçant son autorité en tant que chef suprême de l'armée et commandant en second du président. En décembre 2016, Atambaïev a signé un décret abolissant officiellement le recours aux tribunaux militaires au Kirghizistan,. Atambaïev a présidé un référendum constitutionnel qui proposait d'accroître les pouvoirs du Premier ministre et de son gouvernement, ainsi que de réformer le système judiciaire. Les experts internationaux ont évalué positivement la transition vers une forme de gouvernement parlementaire par la réforme constitutionnelle, le renforcement du rôle du Premier ministre et du Parlement grâce à la réforme constitutionnelle, ainsi que le fait qu'elle était censée stabiliser l'institution du pouvoir face à la propagation croissante de l'idéologie islamiste dans le pays. Elle a également clarifié la validité du contrat de mariage au Kirghizistan tel que prévu par la constitution précédente. Ces changements ont été approuvés avec une majorité écrasante de près de 80 % de la population kirghize.

### Le combat pour la laïcité

Bannière pro-laïcité au Kirghizistan

Des mesures importantes ont été prises en faveur de l’égalité des sexes. Atambayev a soutenu les quotas de genre au parlement et dans les conseils locaux, dont le but était d'éliminer le déséquilibre entre les sexes et de soutenir activement les femmes dans l'arène politique. Ces mesures sont devenues la clé pour créer un corps de pouvoir plus équilibré et plus représentatif.
En outre, Atambayev a activement mené une politique laïque, s'opposant aux processus d'islamisation dans le pays, soutenant ainsi le principe de séparation de la religion et de l'État.

### Mémoire de la révolte d'Asie centrale de 1916

Mémorial du soulèvement d'Asie centrale de 1916

Almazbek Atambaïev est le seul président d'Asie centrale dans l'histoire de la région à avoir honoré la mémoire des victimes du massacre de 1916 perpétré par les troupes punitives de l'Empire russe. Cet événement, connu sous le nom d'Urkun ou révolte d'Asie centrale de 1916, a été une page tragique de l'histoire de la région. L'ouverture du monument est devenue un symbole de respect et de mémoire de ces terribles événements. Les actions d'Atambaïev ont souligné l'importance de la mémoire historique et de l'unité face aux injustices passées, et la décision a été considérée comme une étape importante vers la réconciliation nationale et le renforcement de l'identité des peuples d'Asie centrale. Le 17 septembre 2016, les présidents du Kirghizistan - Almazbek Atambaïev, de la Russie - Vladimir Poutine, de l'Arménie - Serge Sagsyan et du Premier ministre de la Moldavie Pavel Filip ont honoré la mémoire des victimes en déposant des fleurs au Mémorial des personnes tuées en 1916 dans le complexe commémoratif d'Ata-Beyit.
En octobre 2017, le président du Kirghizistan Almazbek Atambaïev a signé une loi instituant, en mémoire du soulèvement et de l’exode du peuple kirghize, la « Journée de l’histoire et du souvenir des ancêtres », célébrée les 7 et 8 novembre.
En 2015, Almazbek Atambaïev a abandonné l’utilisation du ruban de Saint-Georges, qui était utilisé dans les pays post-soviétiques et en Russie, comme symbole de la mémoire du soulèvement de 1916. Cela a déclenché des protestations au sein de la population russophone du Kirghizistan.

## Politique étrangère avec l'Union européenne
Français Atambaïev s'est rendu à Bruxelles en tant que président à 4 reprises - en 2011, 2013, 2015 et 2016. Du 22 mars au 1er avril 2015, Atambaïev a effectué une tournée dans les pays européens (Suisse, Autriche, France, Belgique, Allemagne), au cours de laquelle de nombreux accords ont été conclus sur l'approfondissement et le développement des relations dans divers domaines - des échanges culturels à la coopération en matière d'investissement. L'UE a apporté un soutien continu au Kirghizstan dans les réformes démocratiques : dans le cadre des accords conclus par Atambaïev, dans le cadre de la coopération bilatérale pour la période 2014-2020. L'UE a alloué 184 millions d'euros à la République kirghize pour le développement de trois secteurs clés - l'éducation, l'État de droit et le développement rural.
La visite d'Angela Merkel au Kirghizstan en 2015 a été la première visite de la Chancelière fédérale dans ce pays dans l'histoire de la République kirghize indépendante et la première visite de la Chancelière fédérale d'Allemagne dans la région de l'Asie centrale de l'histoire. Le Kirghizstan a également obtenu le statut SGP+ auprès de l'Union européenne sous Almazbek Atambayev en 2015. Pour conserver le statut SGP+, le Kirghizstan doit se conformer à 27 conventions internationales. 7 d'entre elles concernent les droits de l'homme - la protection des droits des enfants, l'élimination de la discrimination à l'égard des femmes et des minorités, la protection de la liberté d'expression, la liberté de réunion, le droit à un procès équitable, la garantie de l'indépendance du pouvoir judiciaire, ainsi que les droits économiques, culturels et sociaux.

### Emprisonnement
Peu après son départ du pouvoir, Atambaev tente de continuer d'exercer le pouvoir dans l'ombre depuis sa résidence personnelle. Il critique ainsi de plus en plus violemment son successeur Jeenbekov, dont il devient le rival.
Il voit en juin 2019 son immunité levée pour des accusations de corruption. Le 7 août 2019, les forces spéciales tentent sans succès de l'arrêter, et un mort et 57 blessés sont à déplorer du côté des forces de l'ordre. Il déclare alors que son peuple « ne vivra jamais à genoux, ne sera jamais un troupeau de moutons, ne sera jamais l'esclave du clan dirigeant ». Il est finalement arrêté le lendemain, après un second assaut. Il se rend ainsi après avoir réussi à obtenir des autorités que ses partisans, venus pour le défendre, soient épargnés. Dénonçant des « accusations sans fondement », il promet de saisir la justice internationale. Le 13 août, le chef du service national de sécurité affirme lors d'une conférence de presse qu'il préparait un coup d'État.
En juin 2020, il comparaît devant la justice pour avoir facilité la libération du chef mafieux d'origine tchétchène Aziz Batoukaïev, qui purgeait depuis 2006 à Naryn une peine de prison de 16 ans en raison de son implication dans le meurtre de quatre personnes, dont un parlementaire kirghize, au vu d'un faux certificat médical affirmant que ce criminel était atteint d'un cancer en phase terminale. Le parquet requiert 15 ans de prison à son encontre.
Libéré par des manifestants le 6 octobre suivant, il est de nouveau arrêté le 10 octobre après la prise de pouvoir par Sadyr Japarov.